# Folclore de Antioquia
El folclore de Antioquia es parte de su riqueza cultural, y en su aspecto popular más raizal se expresa en sus mitos y leyendas, en sus símbolos locales, sus personajes típicos, su música, su danza, sus costumbres, sus dichos, sus refranes, su humor, su gastronomía, sus trajes, entre otras manifestaciones más.

## Personajes típicos

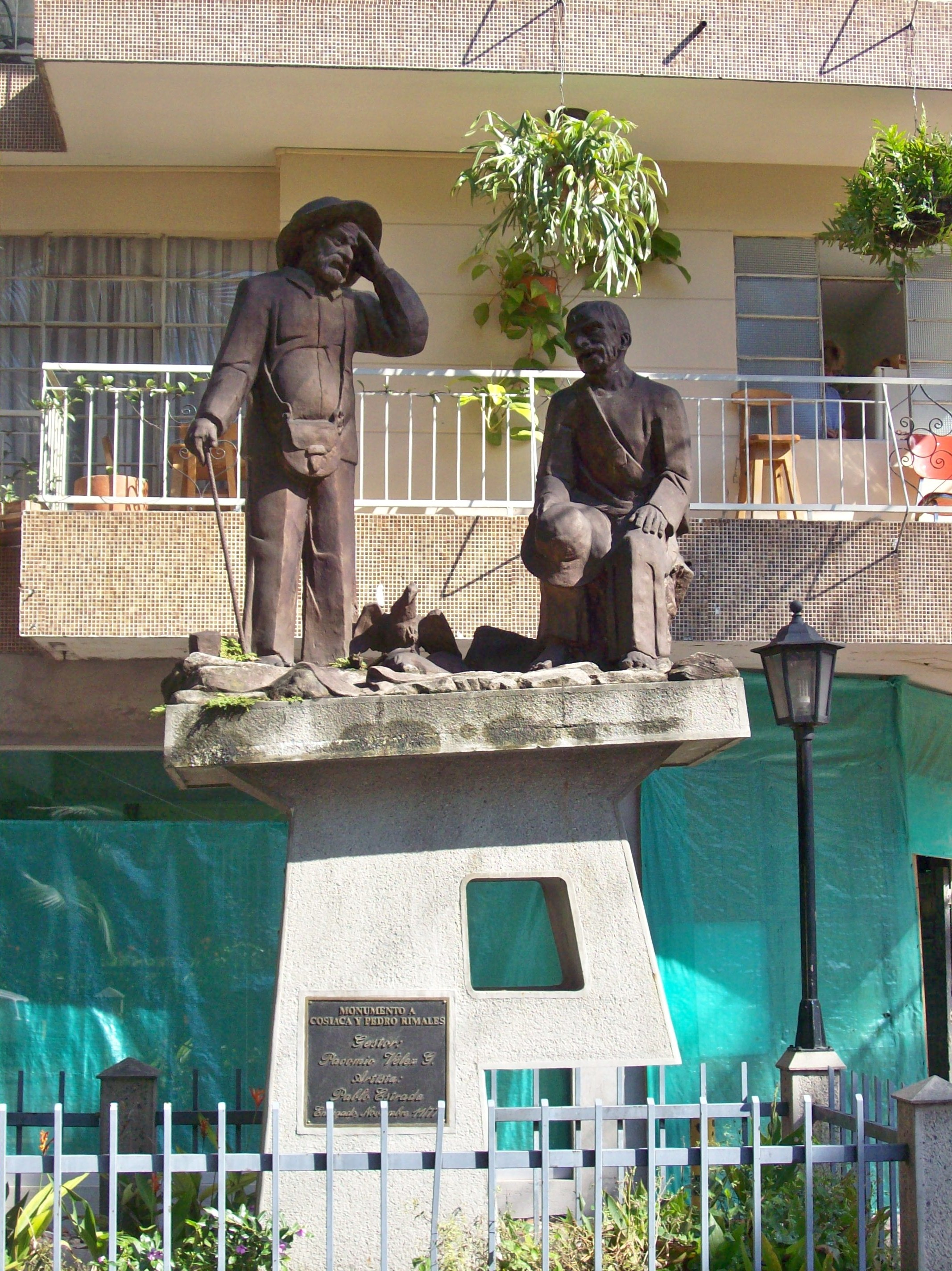
Monumento a Cosiaca y Pedro Rimales en Envigado.

- Pedro Rimales. Es un Pariente de Pedro Urdemales, popular en Chile. Se trata de la personificación del pícaro, del embustero, del pillo o el burlador. En Venezuela también se le conoce con esta denominación.
- Cosiaca. Este hombre vivió entre los siglos XIX y XX. Su nombre verdadero era José García y su apodo Cosiaca. Sus anécdotas reales o imaginarias fueron muy populares en su época y en los años posteriores. Todas llenas de ingenio y de irreverencia. Recorrió la región buscando la vida y dejando un recuerdo de picardía que ha sido celebrado en varios chistes y cuentos, donde siempre deja en ridículo a sus contra partes. Es el típico "chupón" de pueblo que a la hora de la verdad resulta más astuto, parlanchín e ingenioso que los demás.
- El culebrero. Es un curandero que con su locuacidad consigue que todos le compren, o por lo menos, que le presten atención.

## Atuendos típicos
- El carriel. Es el símbolo básico del paisa. Es un bolso de cuero con adornos en su parte externa; tiene varios bolsillos, algunos escondidos, lo que le da un cierto aspecto de acordeón. Se ha empleado para cargar los artículos más indispensables para su portador, como peines, espejos, navajas para labores agrícolas, lápices, libretas, utensilios para encender fuego (además de tabacos para los fumadores), elementos para la afeitada, estampas religiosas, etc.. No se sabe a ciencia cierta desde cuando se usa, pero se sabe que los carrieles de un siglo atrás se caracterizaban por tener sólo dos o tres bolsillos. Se considera que un carriel moderno y práctico no tiene más de nueve bolsillos, contando los secretos que se disimulan entre los forros. Se dice que su nombre se deriva de las palabras inglesas "carry all", por los extranjeros de esa lengua que los conocieron y su origen está en los bolsos que usaban los pastores en el Viejo Mundo.
- La ruana. Es otro símbolo del paisa. Es el abrigo de los campesinos que habitan las tierras frías y templadas del departamento. Los hombres de "tierra caliente" prefieren el poncho. La ruana es una bayeta hecha de lana, de forma cuadrada con una abertura lineal en el centro para pasar la cabeza y por lo general es de colores oscuros.
- El machete. Herramienta de trabajo que también se ha usado como arma corta contundente, parecida al cuchillo pero de hoja más larga y pesada, que el campesino sujeta en la parte izquierda de su cintura. Lo envuelve una vaina de cuero con adornos, por lo general de color café.
- La peinilla. Es una variedad de machete de hoja más delgada.
- Las alpargatas. Es un calzado hecho de cabuya retorcida y capellada de algodón. Va sujeta a los pies por medio de cordones de fique.
- El sombrero. Por lo general es blanco, tipo vaquero, de fibra vegetal con cinta negra. Los más reputados han sido los elaborados en el municipio de Aguadas.